# Тассай (Тассайский сельский округ)
Тассай (каз. Тассай, до 1999 года — Троицкое) — село в Хромтауском районе Актюбинской области Казахстана. Административный центр Тассайского сельского округа. Код КАТО — 156051100.

## Население
В 1999 году население села составляло 1106 человек (544 мужчины и 562 женщины). По данным переписи 2009 года, в селе проживали 534 человека (255 мужчин и 279 женщин).